# Reino animal (budismo)

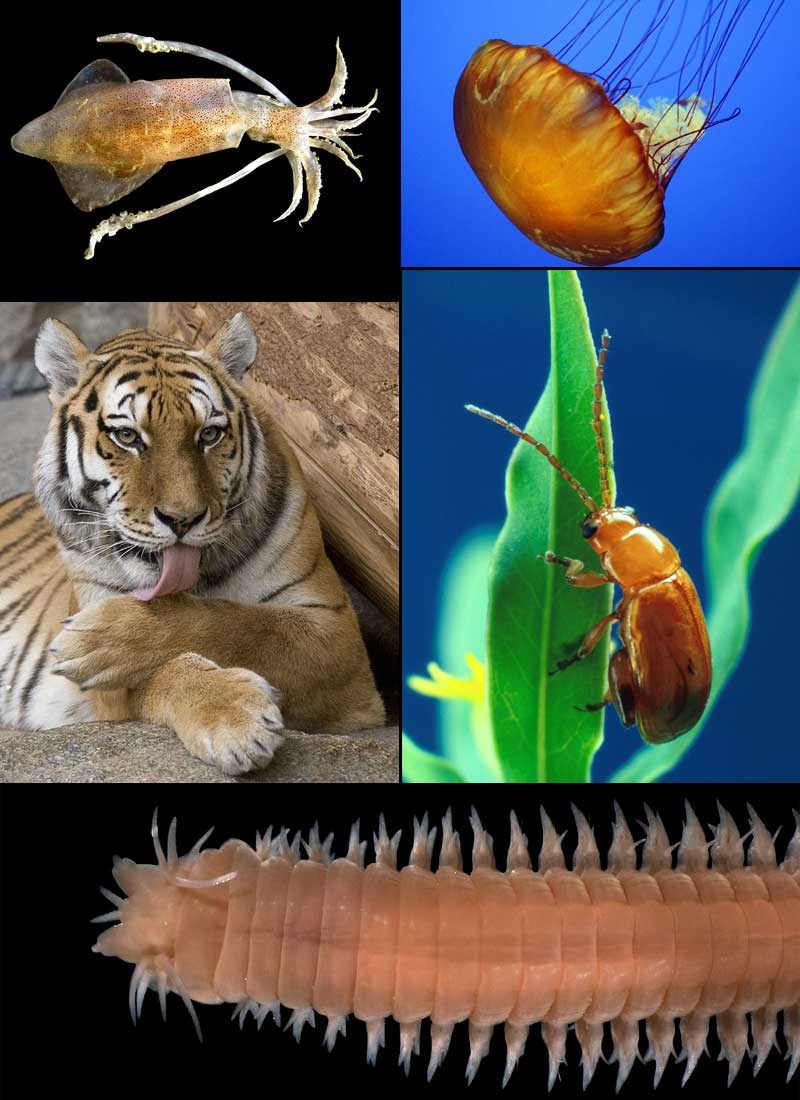
El budismo considera a los animales como seres vivientes, capaces de experimentar hambre y dolor.

En el budismo e hinduismo, el reino animal del samsara es uno de los Seis reinos del samsara en el cual habitan los animales. En este reino sus seres (los animales) actúan empujados principalmente por sus instintos; por lo cual al no poder seguir el Dharma concientemente, la estancia en este reino no permite o dificulta tener una conciencia más compleja para poder alcanzar la iluminación a diferencia del reino humano.
Junto con el reino de los humanos constituyen los dos reinos de existencia terrena visible, aunque se acepta que seres de los otros cuatro reinos pueden cohabitar el mismo espacio, aunque de ordinario no resulte posible interactuar con ellos.
Debido a su naturaleza fundamentalmente instintiva con la cual se guían los seres animales, el renacimiento como un ser animal en este reino se considera uno de los cuatro nacimientos desdichados (junto con el renacimiento en el Reino de los Asura, en el reino de los Pretas o en el reino Naraka). 
Se considera que los seres humanos que se guían por la estupidez y los instintos terminarían por caer (renacer) en este reino.
Igual aunque se cree que no es común que suceda, un animal puede igualmente llegar acumular mérito y renacer como ser humano si, por ejemplo:  
- Protege a sus crías con amor desinteresado.
- Ayuda a otro ser vivo, como puede ser un ser humano (como en la historia del Jataka del ciervo dorado).

## Seres del reino
Los seres (animales) generalmente incluidos en este reino son todos los seres vivos (exceptuando a los humanos) pertenecientes a especies dotadas filogenéticamente de la capacidad de desplazamiento; esto ciertamente incluye a la totalidad de los vertebrados y buena parte de los invertebrados, incluyendo a los Gusanos. Está concepción, al igual que en el animalismo, implica que causar daño o muerte a este tipo de seres es considerado por el budismo como algo negativo en un sentido, ya que no se hace distinción entre el sufrimiento de todos los seres; considerando que igualmente son continuos mentales renacidos en este reino. Por lo general, los seres vivos que no son de mucha locomoción, tales como los vegetales, no son incluidos en esta categoría por los budistas. En consecuencia, los budistas no suelen considerar que causar daño o muerte a un vegetal sea algo negativo en un sentido karma. De esta creencia proviene la predilección budista por la dieta vegetariana. Sin embargo no todas las escuelas o linajes son igualmente estrictas en este sentido; mientras la interacción con los animales (como su consumo) no sea con el objetivo de hacer solo daño y/o provocar un sufrimiento injustificado, o al no considerar su "sacrificio" al servir a las necesidades humanas.
De igual forma, los seres vivos no visibles sin medios artificiales, tales como los microorganismos, tampoco son considerados animales y, por lo mismo, su alteración o eliminación no es considerado algo negativo en un sentido kármico. Por este motivo, los budistas no ven problemas éticos en el empleo de antibióticos.
En el budismo Mahāyāna, vertiente en la que se hace hincapié en que las enseñanzas deben ser demostrables, por ello, últimamente se ha despertado un notable interés por compatibilizar esta concepción con los descubrimientos científicos contemporáneos; razón por la cual maestros budistas tan respetados como Tenzin Gyatso, el XIV dalái lama, se han mostrado muy curiosos acerca de lo que la ciencia pueda aportar para dilucidar si un ser vivo animal está dotado o no de conciencia, o el nivel de conciencia presente en cada especie, tal como la entiende el budismo.